# Muddus Nationalpark
66°53′40″N 20°09′40″Ø / 66.89444°N 20.16111°Ø
Muddus er en nationalpark i Norrbottens län i Lappland i Sverige. Den ligger sydvest for byen Gällivare ; største del af Muddus ligger i Gällivare kommun og den resterende del i Jokkmokks kommune. Muddus nationalpark blev oprettet i 1942, og udvidedes i 1984, så den nu har en areal på 49.340 hektar.
Hensigten med Nationalparken er at bevare skov- og moselandskabet.
Nationalparkens seværdigheder er urskoven med sine kæmpe fyrretræ, de mosaikagtige moseområder, de dybt nedskårne klippegennemskæringer med deres interessante flora, Muddusjokks vandfald, samt parkens dyreliv.
Mange sagn og beretninger indenfor samisk kultur, er knyttet til Muddusområdet.